# 1-й цикл сонячної активності
1-й цикл сонячної активності — перший з 11-річних циклів сонячної активності, протягом якого відбувались систематичні дослідження кількості сонячних плям. Сонячний цикл тривав 11,3 року — з лютого 1755 року по червень 1766 року. Максимум числа Вольфа для кількості сонячних плям спостерігались у червні 1761 року та становила 144,1, а мінімум на початку циклу — 14,0.
Перший сонячний цикл відкрив Йоганн Рудольф Вольф. Надихнувшись відкриттям сонячних циклів Генріхом Швабе в 1843 році, Вольф зібрав усі доступні спостереження сонячних плям, починаючи з перших телескопічних спостережень Галілея. Йому вдалося покращити оцінку Швабе щодо середньої тривалості циклу з приблизно 10 до 11,11 року. Однак до 1755 року він не зміг знайти достатньо спостережень, щоб достовірно ідентифікувати цикли, тому цикл 1755—1766 років умовно нумерується як цикл 1. Вольф опублікував свої результати 1852 року.